# Порт Бейрута
Порт Бейрута (араб. مرفأ بيروت‎) — главный порт Ливана и один из крупнейших в мире. Находится на берегу залива Святого Георгия в северной части Бейрута, недалеко от центра города. Включает 4 дока, 16 причалов, 12 складов и новый контейнерный терминал с пропускной способностью 700 000 TEU/год.

## Общие сведения
Открыт в 1887 году. Расположен в восточной части бухты Святого Георгия на северном средиземноморском побережье Бейрута, к западу от реки Бейрут. Это один из самых крупных и загруженных портов на востоке Средиземноморья. Порт Бейрута и Бейрутский международный аэропорт имени Рафика Харири являются основными пунктами въезда в страну.
Состоит из 2 гаваней (старой и новой), защищённой длинным волноломом. Площадь акватории порта и военно-морской базы около 3 км2, 16 причалов, общая длина причальной линии составляет около 5655 м, глубина 8—16,5 м. В порту имеются судоремонтные мастерские, плавучие, портальные и другие краны для разгрузки морских грузов, слип грузоподъёмностью 1 тыс. тонн.
Порт Бейрут и военно-морская база доступны для кораблей и судов водоизмещением до 50 тыс. тонн. Суммарный оборот морских грузоперевозок порта составляет около 6 миллионов тонн в год,  из них около 40 процентов составляли транзитные грузы, главным образом генеральные. Площадь складов и площадок для открытого хранения грузов составляет около 100 тыс. м2.

## Характеристика
Инфраструктура порта Бейрута
- Общая площадь АП: 1 200 000 м2.
- Общая площадь водного бассейна: 1002000 м2.
- Главный волнорез: 3190 м.
- Отдельный волнорез: 550 м.
- Общая длина причалов: 5655 м, из которых

- 1654 м для перевозки генеральных грузов: глубина от 8 м до 10,5 м 
- 1334 м для работы с контейнерами: глубина от 10,5 м до 13 м
- специальная контейнерная пристань (№ 16) с 1100 м, длина  которой: 600 м с глубиной 15,5 м  и  500 м с глубиной 16,5 м. 
- 220-метровая насыпная пристань глубиной 13 м.
Все причалы оборудованы водоприёмниками для обслуживания судов.
Складские помещения
- 4 склада генеральных грузов: общая площадь 25 547 м2
- 3 склада для групповой работы: общая площадь 20 488 м2
- 3 вагончика: общая площадь 17 958 м2
- 1 открытый склад для автомобилей и большегрузных двигателей: общая площадь 8220 м2
- 1 склад для опасных грузов: общая площадь 5231 м2

Свободная зона
- Duty Free Market: общая площадь 11 200 м2 (модульные магазины)
- 3 производственные здания: общая площадь 32 400 м2:
- 52 склада / корпус из них 16 на первом этаже
- Прибл. 200м2 / склад

Свободная логистическая зона
- 17 складов логистики эксплуатируются 10 различными компаниями.
- Строятся 6 складских складских помещений для промышленного использования.

Бункеры 
- Общая мощность: 120 000 тонн
- 48 больших ячеек: ёмкость 2500 тонн / ячейка
- 50 маленьких ячеек: ёмкость 500 тонн / ячейка
- Скорость всасывания: 600 тонн / час

Стоянка
- Свободная зона: вместимость 475 автомобилей
- Административные корп. ворота: вместимость 160 грузовиков
- Ворота №9: вместимость 140 грузовиков

POB оборудование
Сборный груз
- 35 мобильных кранов для стали: грузоподъёмность от 50 до 300 тонн
- 12 мобильных кранов для генеральных грузов г/п 25 тонн
- 34 погрузчика от 1,5 до 10 тонн
- 30 грузовиков
- 78 прицепов
- 7 тракторов
- 2 цистерны с водой

Контейнерный терминал
- Площадь штабелирования: 600 000 м2. Пропускная способность: 1 200 000 TEU/год.
- Reefer: 800 очков.
- 6 козловых кранов судно-берег (16 причал), г/п 60 тонн, высота под спредер: 37 м.
- 6 козловых кранов судно-берег (Новая набережная 16 Восточная) г/п 65 тонн, высота под спредер: 43 м.
- 39 козловых кранов на резиновых шинах (RTG) г / п 40 тонн.
- 10 ричстакеров: 41 тонна.
- 3 погрузчика порожних контейнеров (EHC): 12,5 тонн.
- 12 терминальных тягачей: привод 4х2.
- 30 оконечных шасси: 45-60 тонн.
- 4 трактора Ro-Ro: привод 4х4.
- 4 прицепа Ro-Ro: 40-60 тонн.
- 4 гусиные шеи